# Clicked Singles Best 13
『Clicked Singles Best 13』（クリックド・シングルス・ベスト・サーティーン）は、日本のロックバンド、L'Arc〜en〜Cielのベスト・アルバム。2001年3月14日発売。発売元はKi/oon Records。

## 解説
L'Arc〜en〜Cielが発表した初のベストアルバム。
本作は、人気投票で収録曲を決めた、いわゆるファンベストと称される作品になっている。リスナーからの投票で収録曲を決めたベストアルバムは、本作以前にも様々なアーティストが発表したことがあったが、本作の制作では当時としては珍しい、ポータルサイトを使った楽曲投票が行われている。ちなみに、楽曲投票のために設置された特設投票サイト「LArc.yahoo.co.jp」は、日本最大級のポータルサイト、Yahoo! JAPANと共同で制作されている。こういった経緯から、アルバムタイトルには『Click（パソコン上で行う操作のひとつであるクリックのこと）』というワードが使われることとなった。
なお、投票対象となった楽曲は、1994年から2000年までにシングル表題曲として発表した21曲となっている。そのため、本作はシングルコレクションという位置付けになっている。また、投票は8つのアジアの国と地域（日本、中国、台湾、香港、タイ、シンガポール、マレーシア、フィリピン）で実施されており、それぞれの国と地域で集計した投票結果の上位12曲が本作に収録されている。投票結果がそれぞれの地域で異なることから、各地域の投票結果を反映した3タイプのベストアルバムが各地域で発売されている。なお、国や地域によってランクインした楽曲に差違が生まれたのは、L'Arc〜en〜Cielが1998年にアルバム『HEART』を発表して以降、積極的にアジア各国でプロモーション活動を行っていたことが影響したと考えられる。ちなみに、このベストアルバム制作のために行われた投票には、合計で2000万件ほどのリクエストが集まったという。また、本作に収録された楽曲には、U2の『ポップ』やニルヴァーナの『ネヴァーマインド』なども手掛けたハウィー・ウェインバーグによるリマスタリングが施されている。
さらに、本作の13曲目には、2000年に開催したドームツアー「TOUR 2000 REAL」で初披露した新曲「Anemone」が初収録されている。この曲の作詞・作曲はhydeが担当しており、楽曲は美しく荘厳なサウンドスケープが印象的なバラードに仕上げられている。また、この曲では、映画監督のヴィンセント・ギャロがディレクターを担当したミュージック・ビデオが制作されている。さらに、Toru Asai（別名義：A.T.）が監督を務めたサブアングルバージョンと題したミュージック・ビデオも同時期に制作されている。なお、このサブアングルバージョンの映像では、ドームツアーでこの曲を初披露した模様や、レコーディング風景の一部が使われている。ちなみにこの2つの映像は、2001年3月28日に発表したクリップ集『CHRONICLE 2』にいずれも初収録されている。また、2019年12月11日には公式YouTubeアーティストチャンネルにおいて、ヴィンセント・ギャロが撮影したバージョンがYouTube Music Premium限定で有料公開されている。そして、有料公開開始から約2年4ヶ月後となる2022年4月22日からは同サイトで無料公開が開始されている。余談だが、L'Arc〜en〜Cielは本作発売の後も、ベストアルバムを数枚リリースしているが、未発表音源をベストアルバムに収録したのはこの作品限りとなっている。
本作のリリースプロモーションとして、前述の特設投票サイトで投票を行った者を対象に、抽選で「Clicked Singles Best 13 オリジナルスクリーンセーバー」や「オリジナルAIBO」をプレゼントする企画が行われた。このオリジナルAIBOは、当時流行していたソニー製のペットロボットであるAIBOに、本作の収録曲に合わせてダンスをするプログラムを組み込んだメモリースティックを内蔵したものとなっている。
本作のフィジカルは、通常盤（CD）の1形態でリリースされており、初回限定仕様はスーパーピクチャーCDレーベル、3面デジパック仕様となっている。前述の通り、投票結果よって収録曲が変更されていることから、このアルバムには、日本・中国・タイ・フィリピン・マレーシアで発売されたバージョン、香港で発売されたバージョン、台湾で発売されたバージョンの3タイプが存在している。ちなみに、ジャケットアートワークにはネズミが描かれているが、このデザインは、投票がマウスのクリックにより行われたことを意図した言葉遊びとなっている。
本作は発売初週となる2001年3月26日付のオリコン週間アルバムチャートにおいて、8thアルバム『REAL』に続き通算5作目の首位を獲得している。また、アルバム作品としては通算6作目のミリオンセラーを記録している。
ちなみに、本作発売から約1ヶ月後の2001年5月22日には、アメリカにおいて米国盤がリリースされている。アメリカでのリリースに際し、プロモーション施策の一環として新たに特設サイトがオープンされている。さらに本作発売から約3年後の2004年には、大韓民国において韓国盤が発売されている。なお、韓国盤には新たにボーナストラックが追加されている。なお、韓国盤のリリースは、2004年に韓国で第4次日本文化開放政策がとられたことによって、日本語で歌われた音楽作品の販売が認可されたことが背景にある。そして、本作発売から約8年9ヶ月後の2009年9月2日には、本作のBlu-spec CD版が日本限定で発売されている。なお、Blu-spec CD規格での作品リリースは、L'Arc〜en〜Cielとしては本作が初のこととなった。

## 収録曲

### 日本盤・中国盤・タイ盤・フィリピン盤・マレーシア盤・米国盤
1. Blurry Eyes
  - 作詞: hyde / 作曲: tetsu

1stシングルの表題曲。
2. flower
  - 作詞・作曲: hyde

5thシングルの表題曲。
3. Lies and Truth
  - 作詞: hyde / 作曲: ken

6thシングルの表題曲。シングルバージョンはアルバム初収録。
4. 虹
  - 作詞: hyde / 作曲: ken

7thシングルの表題曲。シングルバージョンはアルバム初収録。
5. winter fall
  - 作詞: hyde / 作曲: ken

8thシングルの表題曲。
6. DIVE TO BLUE
  - 作詞: hyde / 作曲: tetsu

9thシングルの表題曲。
7. HONEY
  - 作詞・作曲: hyde

10thシングルの表題曲。
8. HEAVEN'S DRIVE
  - 作詞・作曲: hyde

15thシングルの表題曲。
9. Pieces
  - 作詞: hyde / 作曲: tetsu

16thシングルの表題曲。シングルバージョンはアルバム初収録。
10. Driver's High
  - 作詞: hyde / 作曲: tetsu

17thシングルの表題曲。
11. NEO UNIVERSE
  - 作詞: hyde / 作曲: ken

19thシングル「NEO UNIVERSE／finale」の表題曲のひとつ。
12. STAY AWAY
  - 作詞: hyde / 作曲: tetsu

20thシングルの表題曲。
13. Anemone
  - 作詞・作曲: hyde / 編曲: L'Arc〜en〜Ciel & Hajime Okano

美しく荘厳なサウンドスケープが印象的なバラードソング[4]。この曲は、本作で初音源化された唯一の楽曲で、2000年に開催したドームツアー「TOUR 2000 REAL」の東京ドーム2日目公演においてライヴ初披露されていた。
この曲では、全編にわたって壮麗なピアノとストリングスがフィーチャーされている[8]。さらに、kenが弾くスパニッシュ風のアコースティック・ギターの音色が印象的な楽曲に仕上げられている[8]。なお、弦編曲はマイケル・ジャクソン、ホイットニー・ヒューストンなどの楽曲でアレンジやオーケストラの指揮を担当したジェレミー・ラボック（英語版）が行っている。後年kenは、同氏に編曲を依頼した経緯について「研ぎ澄まされながらもロマンティックな音が好みだったから[9]」と述べている。また、作曲者のhyde曰く、ボーカルレコーディングは海外で実施されたという[10]。
歌詞は作曲と同様に、hydeが手掛けている。なお、タイトルの「Anemone」は、アネモネという花の名前から取られている。
ちなみにこの曲は、前述のドームツアーの後に行ったライヴにおいて、長らく演奏されていなかったが、2006年にバンド結成15周年を記念し開催したライヴ「15th L'Anniversary Live」でメドレーの一部として約6年ぶりに披露されている。また、2011年にバンド結成20周年を記念し行ったライヴツアー「20th L'Anniversary TOUR」では、ドームツアーから約11年ぶりにフルコーラスで披露されている。なお、この2011年のツアーでは、アコースティック・アレンジを施したうえでこの曲を演奏している。
余談だが、この曲は2010年3月に発表したベストアルバム『QUADRINITY 〜MEMBER'S BEST SELECTIONS〜』にも収録されている。この再収録は、hydeの「影的な存在の曲に光を当てたい[4]」という意向により決定されている。
  - クレジット
    - hyde：Vocal
    - ken：Guitar
    - tetsu：Bass
    - yukihiro：Drum
      - ken：Keyboards & Programming
      - 岡野ハジメ：Keyboard & Programming
      - 斎藤仁：Keyboard & Programming
      - 富樫春生：Piano
      - Jeremy Lubbock：Strings Arrangement

### 香港盤
斜体字は日本盤未収録の曲
1. Blurry Eyes
2. flower
3. 虹
4. winter fall
5. DIVE TO BLUE
6. HONEY
7. HEAVEN'S DRIVE
8. Pieces
9. Driver's High
10. NEO UNIVERSE
11. finale
  - 作詞: hyde / 作曲: tetsu

19thシングル「NEO UNIVERSE／finale」の表題曲のひとつ。
12. STAY AWAY
13. Anemone

### 台湾盤
斜体字は日本盤未収録の曲
1. Blurry Eyes
2. flower
3. 虹
4. winter fall
5. DIVE TO BLUE
6. HONEY
7. snow drop
  - 作詞: hyde / 作曲: tetsu

13thシングルの表題曲。シングルバージョンはアルバム初収録。
8. HEAVEN'S DRIVE
9. Pieces
10. Driver's High
11. NEO UNIVERSE
12. STAY AWAY
13. Anemone

### 韓国盤
斜体字は日本盤未収録の曲
1. Blurry Eyes
2. flower
3. Lies and Truth
4. 虹
5. winter fall
6. DIVE TO BLUE
7. HONEY
8. HEAVEN'S DRIVE
9. Pieces
10. Driver's High
11. NEO UNIVERSE
12. STAY AWAY
13. Anemone
14. 夏の憂鬱 [time to say good-bye]
  - 作詞: hyde / 作曲: ken

3rdシングルの表題曲。
15. snow drop
  - 作詞: hyde / 作曲: tetsu

13thシングルの表題曲。

## 受賞
- 『第16回日本ゴールドディスク大賞 “ROCK ALBUM OF THE YEAR”』